# تورل ده لوس ودس
تورل ده لوس ودس (به اسپانیایی: Villadecanes) یک منطقهٔ مسکونی در اسپانیا است که در استان لئون، اسپانیا واقع شده‌است. تورل ده لوس ودس ۲۴ کیلومتر مربع مساحت و ۲٬۱۶۹ نفر جمعیت دارد.